# Trigonotis peduncularis
Trigonotis peduncularis là loài thực vật có hoa trong họ Mồ hôi. Loài này được (Trevis.) Benth. ex Baker & S. Moore miêu tả khoa học đầu tiên năm 1879.